# 2-й Прибалтийский фронт
2-й Прибалтийский фронт — один из фронтов РККА во время Великой Отечественной войны.

## История
Образован 20 октября 1943 года в результате переименования Прибалтийского фронта.
С 1 по 21 ноября 1943 года войска левого крыла фронта вели наступление на витебско-полоцком направлении.
В январе-феврале фронт участвовал в Ленинградско-Новгородской операции 1944 года, во время которой в ходе фронтовой Старорусско-Новоржевской операции войска фронта вышли на подступы к Острову, Пушкинским Горам, Идрице. В июле 1944 года войска фронта провели Режицко-Двинскую операцию и продвинулись на запад до 200 км, а в августе — провели Мадонскую операцию, в ходе которой продвинулись ещё на 60—70 км вдоль северного берега Западной Двины и освободили крупный узел железнодорожных и шоссейных дорог — город Мадона.
В сентябре-октябре 1944 года во время Прибалтийской операции 1944 года войска фронта приняли участие в Рижской операции и к 22 октября вышли к тукумскому рубежу обороны противника, блокировав совместно с войсками 1-го Прибалтийского фронта в Курляндии группу армий «Север». В последующем, до апреля 1945 года, они продолжали блокаду и вели бои по уничтожению курляндской группировки противника. С февраля в состав фронта вошли войска 1-го Прибалтийского фронта, действовавшие против этой группировки. 1 апреля 1945 года фронт был упразднён, а его войска переданы в состав Ленинградского фронта.

## Состав
Первоначально в состав фронта входили:
- 3-я ударная армия
- 6-я гвардейская армия
- 11-я гвардейская армия
- 20-я армия
- 22-я армия
- 15-я воздушная армия

В дальнейшем:
- 42-я армия
- 51-я армия
- 1-я ударная армия
- 4-я ударная армия
- 10-я гвардейская армия
- 14-я воздушная армия

## Потери
За время своего существования фронт потерял 185 260 человек безвозвратными потерями и 679 168 — санитарными. Из них в 1943 году потери составили 24 317 человек безвозвратные и 81 277 человек санитарные, в 1944 году 121 364 человек безвозвратные и 445 794 санитарные, в 1945 году 39 579 человек безвозвратные и 152 097 санитарные.

## Командование

### Командующие
- Генерал армии, с 20 апреля 1944 генерал-полковник Попов М. М. (20 октябрь 1943 — 23 апреля 1944),
- Генерал армии Ерёменко А. И. (23 апреля 1944 — 4 февраля 1945),
- Маршал Говоров Л. А. (9 февраля — 31 марта 1945).

### Члены Военного Совета
- Генерал-лейтенант Мехлис Л. З. (20 октября — 16 декабря 1943),
- Генерал-лейтенант Булганин Н. А. (16 декабря 1943 — 21 апреля 1944),
- Генерал-лейтенант Богаткин В. Н. (21 апреля 1944 — 31 марта 1945).

### Начальники штаба
- Генерал-лейтенант, с 23 августа 1944 генерал-полковник Сандалов Л. М. (20 октября 1943 — 21 марта 1945),
- Генерал-полковник Попов М. М. (21 — 31 марта 1945).

### Командующий артиллерией фронта
- Генерал-полковник артиллерии Ничков П.Н. (ноябрь 1943 — 31 марта 1945)[4].

## Газета
Выходила газета «Суворовец». Редактор — полковник Бубнов Николай Антонович (1906—1985)